# 雁石坪镇
雁石坪镇（羅馬化：yan shis phin），是中华人民共和国西藏自治区那曲市安多县下辖的一个乡镇级行政单位，管辖区实际位于青海省境内，地处唐古拉山北麓，长江源地区。青藏铁路和青藏公路经过辖境。“雁石坪”一名来源于1950年代慕生忠在带领施工团队修建青藏公路时所起，为一名筑路工人的家乡。

## 行政区划
雁石坪镇下辖以下地区：
雁石坪社区、朱扣玛村、那前玛村、布玛代村、门列桑玛村、龙亚玛村、欧布东村和布卡日达村。